# San Pedro de Tutule (ort)
San Pedro de Tutule är en ort i Honduras.   Den ligger i departementet Departamento de La Paz, i den sydvästra delen av landet, 70 km väster om huvudstaden Tegucigalpa. San Pedro de Tutule ligger 1 257 meter över havet och antalet invånare är 1 876.
Terrängen runt San Pedro de Tutule är lite bergig. Runt San Pedro de Tutule är det mycket glesbefolkat, med 4 invånare per kvadratkilometer. Närmaste större samhälle är La Paz, 19,9 km öster om San Pedro de Tutule. 